# Emiliano Spadaccini
Emiliano Spadaccini (1981) is een Argentijns componist, muziekpedagoog en dirigent. 

## Levensloop
Spadaccini ging op al op elfjarige leeftijd aan het Conservatorio Superior de Música “Manuel de Falla” te Buenos Aires studeren en studeerde muziek onder andere bij
- Marcela Fiorillo (piano)
- Beatriz Pedrini (kamermuziek)
- Javier Jiménez Noble, Gabriel Adamo en Virtú Maragno (compositie en theoretische vakken)

In 2003 studeerde hij ook in Parijs in de pianoklas van Françoise Thinat. Verder deed hij speciale cursussen voor de interpretatie van jazz en folklore bij Gerardo Chiarella en voor kamermuziek bij Marcela Fiorillo.
Na zijn studies speelde hij als pianist zowel academisch repertoire als ook populaire werken in belangrijke concert gebouwen en zalen van de Argentijnse hoofdstad, zoals Centro Cultural San Martín, Conservatorio Municipal de Música “Manuel de Falla”, La casa de La Rioja, La Scala de San Telmo, en El Salón dorado de la Casa de la Cultura. Hij is lid van verschillende kamermuziek-ensembles. Tegenwoordig is hij als professor voor harmonie aan het Conservatorio Superior de Música “Manuel de Falla” werkzaam.

## Compositie
- Scherzino, voor harmonieorkest